# Трукс, Эрнест
Эрнест Трукс (англ. Ernest Truex; 19 сентября 1889, Канзас-Сити, Миссури — 26 июня 1973 или 27 июня 1973, Fallbrook, Калифорния) — американский актёр кино, театра и телевидения.

## Биография
Родился в Канзас-Сити, штат Миссури. C пяти лет выступал на сцене. В возрасте девяти лет приобрёл известность благодаря своим театральным выступлениям под названием «Детское чудо в сценах из Шекспира».  В 1908 году состоялся дебют молодого актёра на Бродвее, где он играл в нескольких постановках известного импресарио и драматурга Дэвида Беласко. Наиболее известной стала его работа в мюзикле 1915 года «Очень хороший Эдди». В 1923 году в постановке пьесы Фрэнсиса Скотта Фицджеральда «Размазня», не самым лучшим образом принятой критиками и рядовой публикой.  В 1927 году он создал на сцене образ Билла Парадене в спектакле «Доброе утро, Билл».
Он дебютировал в кино в 1913 году, но популярность у кинозрителя обрёл далеко не сразу. Первая заметная роль Эрнеста случилась в конце 30-х, когда он сыграл в «Приключения Марко Поло» роль комического помощника главного героя в  исполнении Гэри Купера.
8 февраля 1960 года на Голливудской «Аллее славы» появилась новая звезда, посвящённая Эрнесту Труксу  за его вклад в развитие телевидения. Её номер — 6721.

## Личная жизнь
Был трижды женат. Последняя жена — актриса Сильвия Филд, с которой познакомился во время работы в театре. На ней он женился в 1943 году. В браке Трукс и Филд прожили вплоть до его смерти от инфаркта миокарда в июне 1973 года.

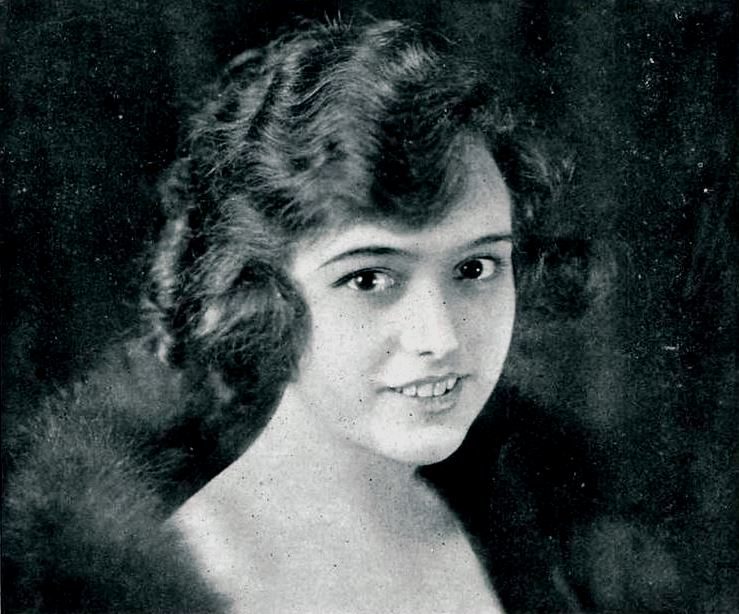
Сильвия Филд — последняя жена Трукса

## Избранная фильмография
- Каприз (1913) — Уолли Хендерсон
- Приключения Марко Поло (1938) — Бингуччо
- Этот замечательный мир (1939) — Вилли Хейвард
- Его девушка Пятница (1940) — репортёр Рой Ви Бенсингер
- Рождество в июле (1940) — мистер Бакстер
- Отдать всё, что есть у меня (1957) — доктор Делберт
- Сумеречная зона (1959 / 61) — Чарльз Уитли / Педот[5]
- Альфред Хичкок представляет (1961 / 62) — Уилкенс / Говард Рутерфорд
- Станция Юбочкино (1965  / 66) — Тони Эллисон / Оливер Фентон

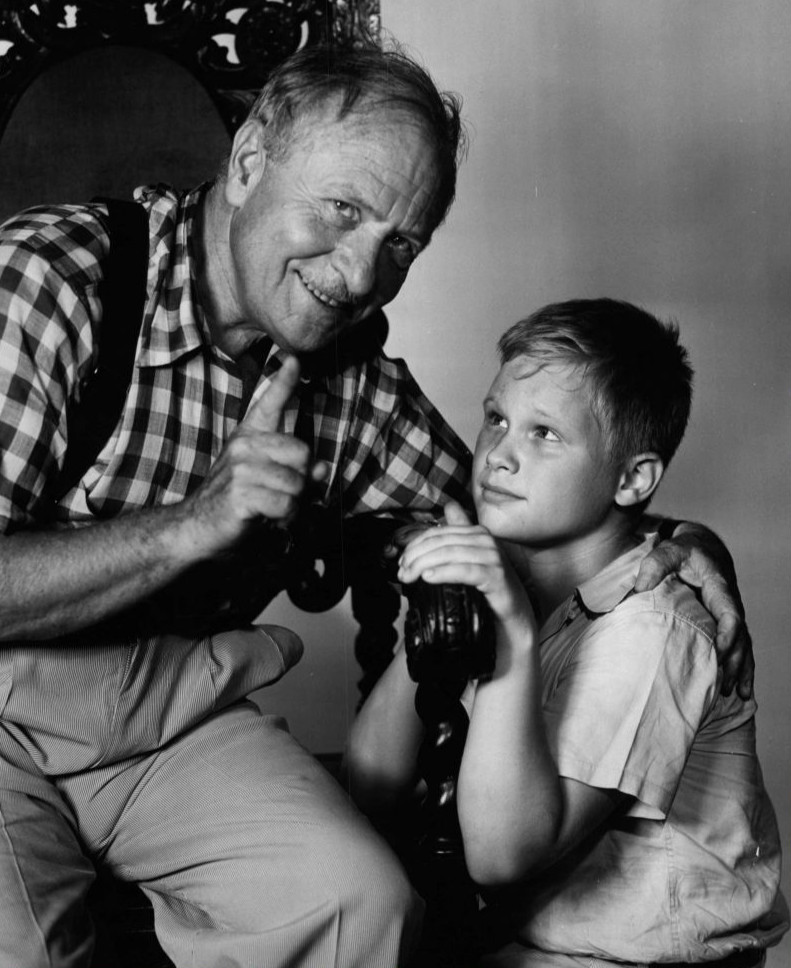
Эрнест Трукс и Брендон Де Уайлд в телесериале «Джейми» (1953)